# André de Coutances
 (novembre 2016).
André de Coutances est un trouvère normand de la fin du XIIe siècle. 
Il est connu pour deux écrits : le premier est un poème satirique intitulé Li Romanz des Franceis, le second est l'une des premières traductions de l'évangile apocryphe de Nicodème.

## Œuvres

### Li Romanz des Franceis
André de Coutances est l’auteur du Li Romanz des Franceis, composé avant 1204, violente satire politique antifrançaise en vers octosyllabes et quatrains monorimes :
Engleis fièrement asallirent,
Franceis merdement défendirent ;
Au premier assaut se rendirent,
Et hontosement s’en partirent.

#### Pourquoi le poème a été composé
Li Romanz des Franceis est la réponse d’André de Coutances à une précédente satire française dirigée contre les Anglais et sans doute aussi contre les Normands. Cette satire se moquait d’Arflet de Northumberland, roi des buveurs de cervoise, personnage fictif mais qui doit son nom au roi saxon Ælfred le Grand ainsi qu'au roi Arthur, auquel on faisait le reproche (qu’on répétait encore plus tard aux Bretons quand on voulait les contrarier), d’avoir été tué par le grand chat Chapalu, qui avait ensuite conquis l’Angleterre et porté la couronne d’Arthur.
André de Coutances riposte en enrôlant sous la bannière d’Arflet les « Anglais, Bretons, Angevins, Manceaux, Poitevins et Gascons » dont il assure exprimer les sentiments et qui, assure-t-il, sont tous unis derrière Arflet et regardent Arthur comme leur héros.

#### Un point de vue sur les coutumes françaises et l'histoire de France
André de Coutances reprend, à sa façon l’histoire, de Geoffroy de Monmouth ou de son traducteur Wace, où Arthur, après quatre autres rois d’Angleterre, a conquis la France et vaincu Frolle, roi de Paris. Il fait un tableau burlesque du combat d’Arthur et de Frolle où le roi français est tout le temps aussi ridicule que lâche. Ainsi, avant de partir pour le combat, qui a lieu dans l’« île de Paris », le roi Frolle, prévoyant qu’il n’en reviendra pas, donne aux Français des « commandements» qu’il leur fait jurer de tenir toujours : « Qu’il n’y en ait pas un de vous, dit-il, qui craigne Dieu et qui tienne sa parole ; soyez cruels et sans foi ; gardez jalousement votre avoir, prenez tant que vous pourrez de celui d’autrui ; soyez bons joueurs de dés, bons blasphémateurs de Dieu ; dans les cours d’autrui grands hâbleurs, petits faiseurs et grands vanteurs ; empruntez et ne rendez pas ; haïssez ceux qui vous font du bien ; bref, vivez comme des chiens. » André, qui assure que les Français ont fidèlement observé ce testament, reproche également aux Français de se rengorger d’autant plus qu’ils sont plus honnis, d’être introuvables quand on a besoin d’eux, de blâmer tout ce qu’ils voient à l’étranger. André utilise également le procédé rabelaisien de l’étymologie fantaisiste pour se moquer du oïl (oui) des Français : quand on lui demande s’il veut enfin se lever, Frolle répond : « aol ». De là viendrait, assure André, que les Français disent « aol » pour oui. De même, le roi Frolle reste couché pendant qu’on l’appareille « et c’est pour cela que les Français ont la coutume de se faire chausser dans leur lit ».

#### Critique de la cuisine française
André commence par railler la pauvreté de la satire française avec une image de l’indigence de la cuisine française (une constante normande qu’on retrouve également chez Wace) : voilà ce que les Français, écrit-il, ont rimé « près du pot où ils font bouillir six pois ». Il y répondra donc « par icelles meïsmes leis », c’est-à-dire dans la même forme poétique : l’histoire d’Arthur et du chat n’est qu’un mensonge prouvé, inventé par les Français, ces malheureux, ces patarins ces mal nourris et tard couvés.
André de Coutances raille tout particulièrement la chicheté des repas des Français : quand le Français veut tenir cour et donner une vraie fête, écrit-il, il fait venir du pain de seigle ; on en distribue une part équitable à chacun ; on sépare la croûte de la mie, puis on met toutes les soupes (tranches de pain) dans la marmite, car de vaisselle il n’y en a pas ; mais quand il s’agit de les retirer on voit du grabuge. Aussi font-ils souvent un arrangement : pour qu’il n’y ait pas de tricherie, chacun lie sa soupe d’un fil et tient le fil dans sa main jusqu’à ce qu’elle soit bien trempée ; tant que le fil est intact, il est tranquille ; mais si le fil vient à se rompre ou à se dénouer et que la soupe s’en détache, c’est une mauvaise affaire, car chacun dit qu’elle est à lui. Alors on entend démembrer Dieu, jurer le ventre, la langue, la gorge : si ces jurements faisaient mal à Dieu, il ne durerait pas longtemps. Il y a là de belles querelles et souvent plus d’un coup donné. Mais pour mettre un terme à la discussion, les Français font un autre arrangement : ils décident que celui qui tient le fil dans sa main et qui jure qu’il en avait lié la soupe qui s’est détachée a le droit pour lui ; le discord se termine ainsi quand il a prouvé qu’elle était à lui, mais elle est bien souvent regardée et convoitée.
La viande semble être une denrée rare pour les Français car quand ils mettent le pot au feu, assure André, ils placent un cuisinier près du pot ; si ce dernier quittait son poste, il risquerait gros car il lui faut être bien attentif et tenir sa cuillère en main pour arrêter le bouillon, car si celui-ci venait à déborder, la viande qui est dans le pot pourrait bien être entraînée dehors et un chat ou une souris l’emporter. Pour trouver la viande dans le pot où elle a cuit, les Français, continue André, commencent par vider toute l’eau et, une fois qu’elle est bien enlevée, ils regardent, ils épient, chacun, dans une prière secrète, demandant à Dieu que le morceau se retrouve. Quand ils le trouvent, il y a dans tout le pays grande joie. On apporte le couteau et on découpe la viande en morceaux, « petits si vous voulez, mais encore bien aussi grands que des jetons à jouer ». S’il y a un morceau en sus, on fait venir les dés et Dieu le donne à celui qui a le plus de points ! 
Les Français, continue André, tiennent leurs nappes propres et ils n’y ont pas de peine, car c’est pitié de voir ce qu’ils mangent. Quant aux restes, il n’y en a pas et les pauvres n’ont rien à en retirer. Les chiens aussi se plaignent, car ils n’ont même pas les os : ou le Français les a mangés tout entiers, ou il les a rongés de si près que quand il les lèche, le chien n’a pas lieu d’être content. André assure en conséquence à son lecteur que c’est uniquement à cette habitude de ronger les os qui leur nettoie et blanchit les dents que les Français doivent d’avoir les dents si blanches.
André conclut sa « charte » sur une dernière note d’humour scatologique en conseillant aux Français qui la liront de ne pas s’asseoir car ils en seront tout crottés.

### L'évangile de Nicodème
Revenu à des sentiments plus pieux sur la fin de sa vie, André de Coutances donnera une traduction de l’évangile de Nicodème. Cet évangile est apocryphe, l'église estime donc l'authenticité de cet évangile n'est pas établie. Cet évangile est écrit en hébreu et l'auteur serait Nicodème (Nikodemus). Ces écrits sont aussi appelés « les actes de Ponce Pilate » car ils contiennent les actes supposés de Ponce Pilate expliquant les motifs de la condamnation du Christ.